# RoboDoc
RoboDoc es una película estadounidense que se distribuye por National Lampoon. La comedia fue escrita por dos médicos hermanos: Doug y Scott Gordon M.D.,  dirigida por Stephen Maddocks y coproducida por Donald Tynes. El estreno mundial tuvo lugar el sábado 10 de mayo de 2008 en Hard Rock Live en el Universal City Walk. La película fue lanzada en el mercado de Orlando desde viernes 26 de septiembre de 2008.

## Sinopsis
Plagado de abogados de negligencia, compañías de seguros de salud burocráticas, los pacientes no asegurados, y estresados médicos, el sistema de salud está al borde de un colapso total. Como medida de reducción de costos en sus hospitales, R.I.P Healthcare ha desarrollado el médico androide perfecto, MD 63 (aka RoboDoc). El éxito de RoboDoc traería, cuidado de salud accesible para todos. Sin embargo, un abogado de negligencia comienza a mirar a RoboDoc de una manera diferente. Si él no puede equivocarse, entonces no habrá ningún acontecimiento de negligencia y nadie sería demandado.

## Personajes
- Alan Thicke - Dr. Roskin
- David Faustino - Jason Dockery
- Corin Nemec - Dr. Callaby
- David DeLuise - Dr. Bonacasa
- Michael Winslow - Dr. Murphy
- William Haze - RoboDoc
- Andrea Faustino - Nurse Kim
- Kenny Babel - Attorney Jake Gorman
- Christine Scott Bennett - Dr. Mills
- Kristia Knowles - Fonda Johnsons
- Arnie Pantoja - Dr. Keefe
- Adam Vernier - The Phone Man
- Justin Smith - John from Mailroom
- Megan Brown - Cross-Eyed Mom
- John Byner - The Judge
- Niki Spiridakos - Pontangpoo
- Will Shadley - Cross
- Brooke Newton - Mrs. Flaherty